# Literaturjahr 1866
Liste der Literaturjahre

◄◄ | ◄ | 1862 | 1863 | 1864 | 1865 | Literaturjahr 1866 | 1867 | 1868 | 1869 | 1870 | ►

Weitere Ereignisse

## Ereignisse

### Prosa

#### Deutschland
- Von E. Marlitt werden in der Gartenlaube der Roman Goldelse und die Novelle Blaubart veröffentlicht.

#### Frankreich

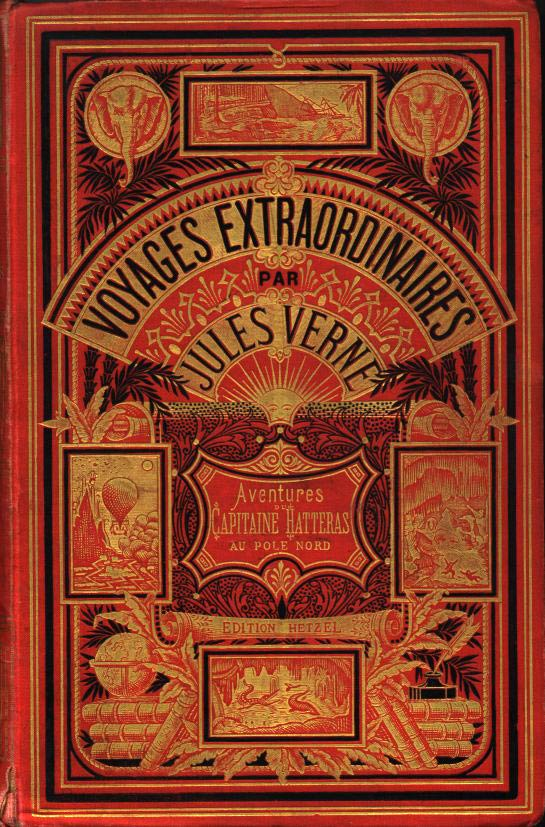
Buchdeckel der französischen Prachtausgabe von 1866

- 4. Mai: Die Buchausgabe des Romans Voyages et aventures du capitaine Hatteras (Abenteuer des Kapitän Hatteras) von Jules Verne erscheint im Verlag von Pierre-Jules Hetzel in zwei Teilen.

- Victor Hugo veröffentlicht den Roman Les Travailleurs de la mer (Die Arbeiter des Meeres).

#### Russland
- Vor dem 1. November: Da er seinem Verleger bis zum 1. November einen Roman vorlegen muss, mit Schuld und Sühne absehbar aber nicht fertig wird, diktiert Fjodor Dostojewski innerhalb von 26 Tagen seiner Stenotypistin und späteren Ehefrau die Novelle Der Spieler.
- Ende des Jahres: Der Roman Schuld und Sühne von Fjodor Dostojewski wird veröffentlicht.

- Von Nikolai Leskow erscheinen der Roman Die Inselbewohner und die Erzählung Die Kampfnatur.

### Drama
- Von Alexei Tolstoi erscheint Der Tod Iwans des Schrecklichen (Смерть Иоанна Грозного). Das Stück ist der Auftakt zu einer dramatischen Trilogie.
- Von Henrik Ibsen erscheint Brand.

### Lyrik

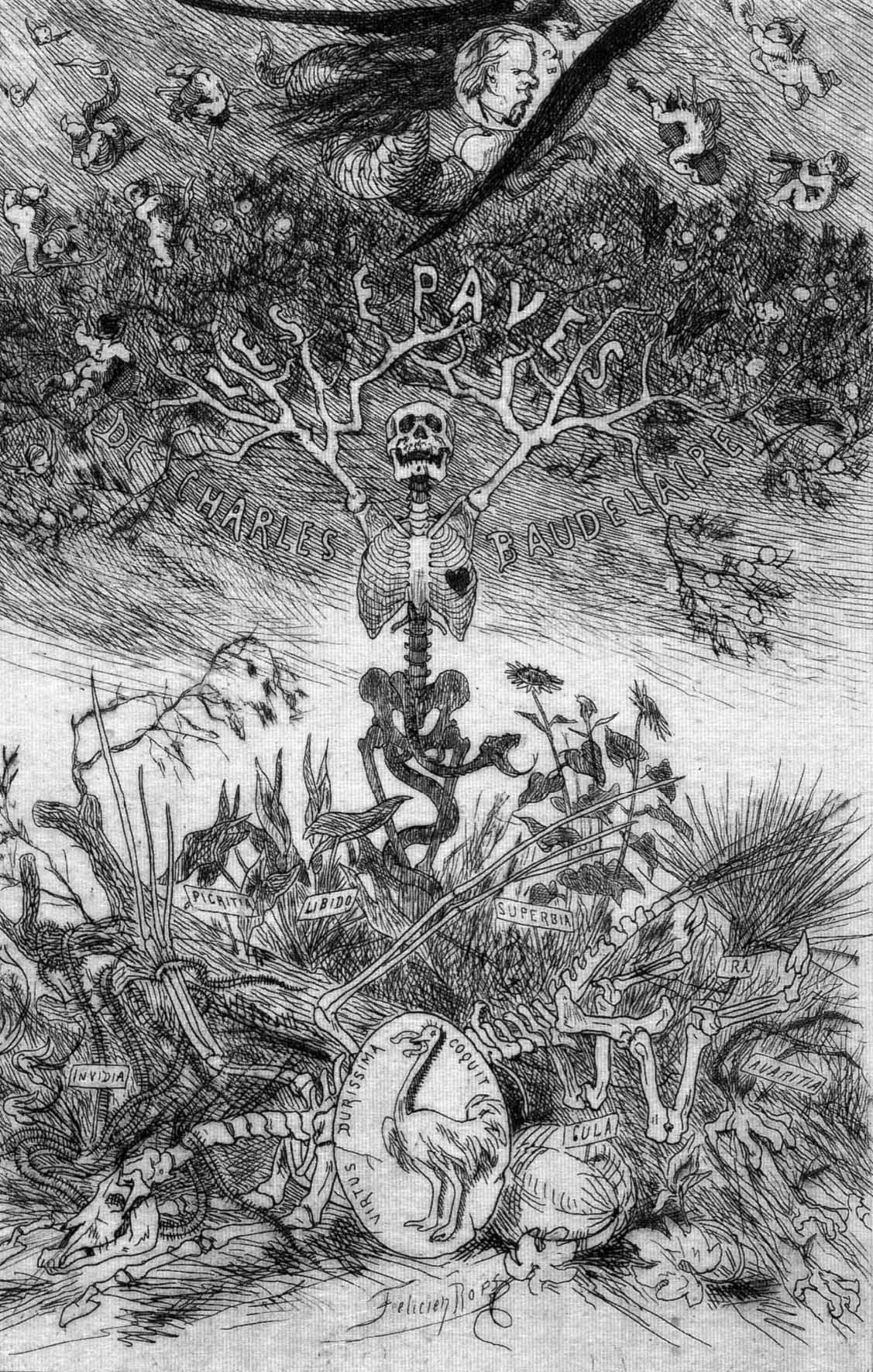
Frontispiz von Les Épaves

Charles Baudelaire gibt in Belgien die Liebhaberausgabe Les Épaves (Strandgut) heraus. Es handelt sich um die sechs in Frankreich zensierten Gedichte des 1857 erschienenen Gedichtbandes Les Fleurs du Mal, erweitert um 17 neue Gedichte. Das Frontispiz zeigt ein Bild Félicien Rops’, das wahrscheinlich einen von Félix Bracquemond für die zweite Ausgabe geschaffenen, aber nicht verwendeten Entwurf zum Vorbild hat. Auch diese Publikation wird in Frankreich strafrechtlich verfolgt.
Der Pariser Verleger Alphonse Lemerre bringt den ersten Band der Anthologie Le Parnasse contemporain heraus. Der Titel gibt der literarischen Bewegung der Parnassiens, die hier eine Bühne für ihr Schaffen finden, ihren Namen.

### Periodika

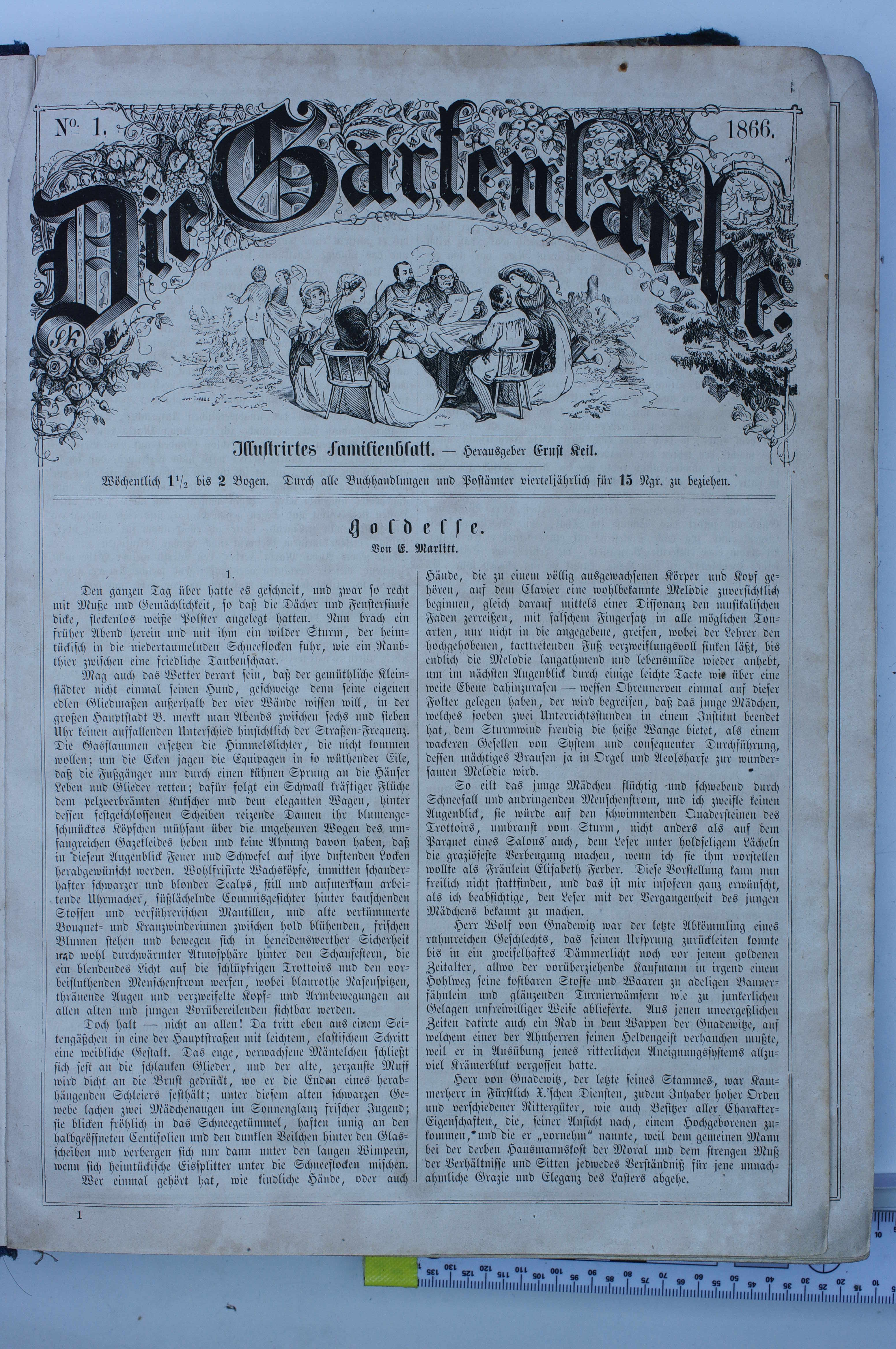
Die Gartenlaube 1866

- 1. Februar: In der Kopenhagener Presse erscheinen die ersten Meldungen der am Vortag gegründeten dänischen Nachrichtenagentur Ritzau.
- Juli: Während der Besetzung Frankfurts durch Preußen wird die Frankfurter Zeitung und Handelsblatt verboten. Herausgeber Leopold Sonnemann weicht nach Stuttgart aus und beliefert seine Leser von dort aus mit der Neuen Deutschen Zeitung.
  - 16. November: Die Frankfurter Zeitung und Handelsblatt kann wieder in der Frankfurter Societäts-Druckerei erscheinen.

- Das russische literarische und politische Magazin Sowremennik wird verboten und stellt sein Erscheinen ein.

## Geboren

### Erstes Halbjahr
- 1. Januar: Charles-Maurice Couyba, französischer Politiker und Schriftsteller († 1931)
- 4. Januar: Avedis Aharonian, armenischer Politiker, Revolutionär und Schriftsteller († 1948)
- 19. Januar: Wilhelm Idel, deutscher Heimatforscher und Dichter († 1927)
- 29. Januar: Romain Rolland, französischer Schriftsteller († 1944)
- 31. Januar: Emil Strauß, deutscher Dichter († 1960)

- 2. Februar: Hellmut von Gerlach, deutscher Politiker und Publizist († 1935)
- 8. Februar: Anton Schott, österreichischer Schriftsteller († 1945)
- 9. Februar: George Ade, US-amerikanischer Schriftsteller († 1944)
- 22. Februar: Curt Grottewitz, deutscher Naturwissenschaftler, Schriftsteller und Germanist († 1905)

- 7. März: Paul Ernst, deutscher Schriftsteller und Dramatiker († 1933)
- 26. März: Hella O’Cuire Quirke, deutsche Schriftstellerin († nach 1917)
- 27. März: Andon Zako Çajupi, albanischer Schriftsteller und Übersetzer († 1930)

- 6. April: Lincoln Steffens, US-amerikanischer Journalist († 1936)
- 10. April: Theodor Lerner, deutscher Journalist und Polarforscher († 1931)
- 6. Mai: Jóannes Patursson, färöischer Bauer, Dichter und nationalistischer Politiker († 1946)

- 2. Juni: Georg Steinhausen, deutscher Bibliothekar und Kulturwissenschaftler († 1933)
- 7. Juni: E. W. Hornung, englischer Krimi-Schriftsteller († 1921)
- 9. Juni, Felix Ortt, niederländischer Autor, Philosoph und Anarchist († 1959)

### Zweites Halbjahr
- 11. Juli: Richard Beer-Hofmann, österreichischer Dramatiker und Lyriker († 1945)
- 28. Juli: Beatrix Potter, englische Kinderbuchautorin und -illustratorin. († 1943)

- 12. August: Jacinto Benavente, spanischer Dramatiker und Literaturnobelpreisträger († 1954)
- 16. August: Rudolf Greinz, österreichischer Schriftsteller († 1942)
- 22. August: Paul Aust, deutscher Landschaftsmaler, Grafiker und Schriftsteller († 1934)
- 29. August: Hermann Löns, deutscher Journalist und Schriftsteller († 1914)
- 31. August: Elizabeth von Arnim, deutsche Schriftstellerin († 1941)

- 1. September: Friedrich Wilhelm Mader, deutscher Schriftsteller von Zukunfts- und Abenteuerromanen († 1947)
- 10. September: Jeppe Aakjær, dänischer Schriftsteller († 1930)
- 10. September: Gottlieb August Crüwell, österreichischer Historiker, Schriftsteller und Bibliothekar († 1931)
- 12. September: George Walter Caldwell, US-amerikanischer HNO-Arzt, Maler und Schriftsteller († 1946)

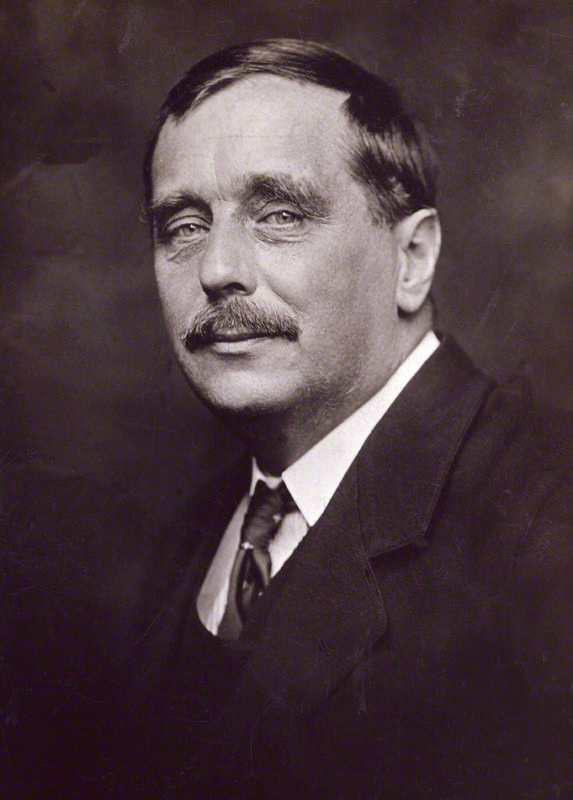
H. G. Wells
(George Charles Beresford, 1920)

- 21. September: H. G. Wells, englischer Schriftsteller († 1946)
- 27. September: Tryggve Andersen, norwegischer Schriftsteller († 1920)
- 27. September: Wacław Rolicz-Lieder, polnischer Lyriker († 1912)
- 29. September: J.E. Casely Hayford, ghanaischer Politiker, Rechtsanwalt und Schriftsteller († 1930)

- 6. Oktober: Heinrich Federer, Schweizer Schriftsteller († 1928)
- 13. Oktober: Georg Groddeck, deutscher Psychosomatiker und Schriftsteller († 1934)
- 28. Oktober: Elsa Bernstein, deutsche Theaterdichterin († 1949)
- 29. Oktober: Georg Engel, deutscher Schriftsteller († 1931)

- 4. November: Jane Findlater, britische Schriftstellerin († 1946)
- 6. November: Paul Schreckenbach, deutscher Pfarrer und Schriftsteller († 1922)
- 8. November: Heinrich Rippler, deutscher Schriftsteller, Journalist und Politiker († 1934)
- 20. November: Ndre Mjeda, albanischer Kleriker und Dichter († 1937)
- 21. November: Sigbjørn Obstfelder, norwegischer Schriftsteller († 1900)

- 13. Dezember: Georg Droste, bremischer Heimatdichter und Schriftsteller († 1935)
- 21. Dezember: Rudolf von Tavel, Schweizer Journalist und Buchautor († 1934)

## Gestorben
- 20. Januar: Georg Kaspar Nagler, deutscher Kunsthistoriker und Kunstschriftsteller (* 1801)

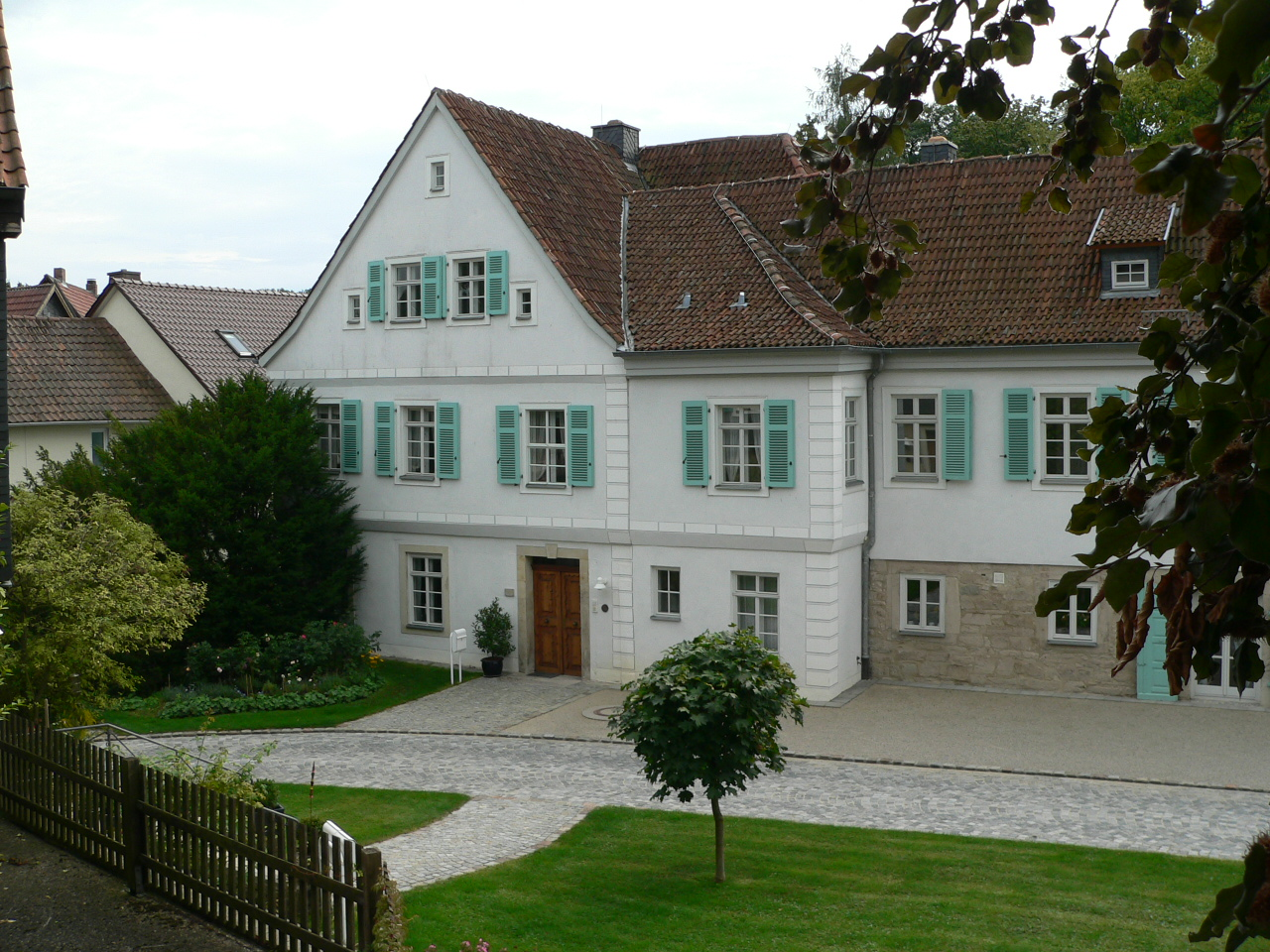
Rückerts Wohn- und Sterbehaus in Neuses, heute ein Stadtteil von Coburg

- 31. Januar: Friedrich Rückert, deutscher Dichter, Übersetzer und Orientalist (* 1788)
- 28. Februar: Henryk Rzewuski, polnischer Schriftsteller (* 1791)

- 7. Juli: Adolph Diesterweg, deutscher Pädagoge und Verlagsgründer (* 1790)
- 9. September: Gregor Czuczor, ungarischer Schriftsteller und Benediktiner (* 1800)
- 26. September: Carl Jonas Love Almqvist, schwedischer Schriftsteller und Komponist (* 1793)

- Israel Aksenfeld, russischer Schriftsteller (* 1787)